# Szymon Szewczyk
Szymon Pawel Szewczyk (* 21. Dezember 1982 in Stettin) ist ein polnischer Basketballspieler. Szewczyk wechselte 2002 aus seinem Heimatland in die deutsche Basketball-Bundesliga nach Braunschweig. Nachdem sich im NBA-Draft 2003 die Milwaukee Bucks die NBA-Rechte an Szewczyk gesichert hatten, spielte er noch zwei weitere Jahre in Deutschland bei Alba Berlin. Anschließend spielte er nach Stationen in Slowenien, Russland und Italien wieder in der polnischen Liga.

## Karriere
In seiner zweiten Erstliga-Saison 2000/01 in Polen konnte Szewczyk mit guten Statistiken auf sich aufmerksam machen, die ihn entsprechend seiner Größe nicht nur als guten Rebounder, sondern auch als guten Distanzschützen mit einer Dreipunktwurf-Quote von gut 48 % auswiesen. In der folgenden Spielzeit 2001/02 spielte er für den damaligen Zweitligisten aus Starogard Gdański, bevor er in der Bundesliga-Saison 2002/03 vom deutschen Erstligisten TXU Energie Braunschweig verpflichtet wurde. Er überzeugte in Braunschweig mit Vielseitigkeit, Unbekümmertheit und einer trotz jungen Alters ausgereiften Spielweise. Szewczyk blieb in Braunschweig ebenfalls als „Farbtupfer“ in Erinnerung: Der Pole ließ sich die Haare bunt färben, wechselte im Laufe der Saison mehrmals die Farben. Der Pole erzielte für Braunschweig unter Trainer Ken Scalabroni in 35 Bundesligaspielen im Schnitt 12,7 Punkte sowie 6,7 Rebounds je Begegnung und wurde als bester Rookie der Bundesliga-Spielzeit 2002/03 ausgezeichnet. Der NBA-Klub Milwaukee Bucks sicherte sich im folgenden Draftverfahren 2003 die Rechte an Szewczyk. Nach Auftritten in NBA Summer Camps 2003 bis 2005 musste Szewczyk jeweils nach Europa zurück, um weitere Spielpraxis zu sammeln und stand zunächst beim deutschen Serienmeister Alba Berlin unter Vertrag. Mit den Berlinern gelang trotz ersten Plätzen in den Hauptrunden in den Play-offs kein weiterer Meisterschaftserfolg. Mit Berlin trat er 2002/03 auch in der EuroLeague an. In der Bundesliga steigerte sich Szewczyk bei den Berlinern von 5,4 Punkten und 4 Rebounds je Spiel in der Saison 2003/04 auf 8,3 Punkte sowie 4,6 Rebounds je Einsatz in seinem zweiten Jahr in der deutschen Hauptstadt.
2005 wechselte Szewczyk zum in Slowenien dominierenden KK Union Olimpija aus der Hauptstadt Ljubljana, der im Unterschied zu den Berlinern 2005/06 das Startrecht in der höchsten europäischen Spielklasse EuroLeague hatte und ihm damit eine bessere Bühne für seine noch vorhandenen NBA-Ambitionen bot. Doch bei den Slowenen wurde Szewczyk nicht mehr als 15 Minuten pro Spiel eingesetzt und war selten in der Starting Five vertreten. Nach dem Double-Gewinn auf slowenischer Ebene zog Szewczyk nach Italien weiter, wo er eine Saison beim Erstliga-Aufsteiger aus Scafati unter dem slowenischen Trainer Teoman Alibegović spielte. Von 2007 an spielte er zwei Jahre im russischen Rostow, bevor er nach weiteren NBA-Sommerliga-Einsätzen für die Milwaukee Bucks im Sommer 2009 in die erste italienische Liga nach Avellino zurückging, wo er unter anderem auch mit dem belgischen Nationalspieler Dimitri Lauwers zusammenspielte, der schon sein Mannschaftskamerad bei Scafati Basket war. 2011 folgte ein Wechsel innerhalb Italiens zum Aufsteiger aus Venedig. Mit Szewczyks Hilfe konnte sich der Erstliga-Rückkehrer in den folgenden beiden Saisons jeweils knapp für die Play-offs um die Meisterschaft qualifizieren, in denen man jedoch beide Male in der ersten Runde ausschied.
Mit der polnischen Nationalmannschaft war Szewczyk Teilnehmer an drei EM-Endrunden seit 2007. Dabei erreichte man 2009 im eigenen Land als Gastgeber die Zwischenrunde, wo man jedoch alle drei Spiele verlor und vor dem Viertelfinale ausschied. Bei der EM-Endrunde 2013 fand Szewczyk durch Nationaltrainer Dirk Bauermann aufgrund einer Verletzung keine Aufnahme in den endgültigen Kader, der unter dem Korb mit Marcin Gortat, Maciej Lampe und Michał Ignerski aber auch schon erstklassig besetzt war. Trotzdem schieden die Polen früh aus und gewannen in fünf Vorrundenspielen nur das abschließende bereits bedeutungslose Spiel gegen Gastgeber Slowenien. Nach einer Bandscheibenverletzung bekam Szewczyk in der Saison 2013/14 erst Anfang Januar 2014 einen neuen Vertrag beim italienischen Vizemeister Acea Virtus Rom.
Hernach ging er in sein Heimatland zurück. 2016, 2018 und 2019 wurde er polnischer Meister.